# Nemyczynci
Nemyczynci (ukr. Немичинці) – wieś na Ukrainie, w obwodzie chmielnickim, w rejonie chmielnickim, w hromadzie Hwardijśke. W 2001 liczyła 728 mieszkańców, spośród których 720 wskazało jako ojczysty język ukraiński, 5 rosyjski, 1 rumuński, a 2 ormiański.